# Grotte de Néron
Pour les articles homonymes, voir Néron (homonymie).
La grotte de Néron (ou la baume Néron) est un site préhistorique situé dans la commune française de Soyons, dans le département de l'Ardèche, en région Auvergne-Rhône-Alpes. Découverte en 1869, elle a livré une industrie lithique moustérienne et néronienne. Elle est classée depuis 1965 pour son gisement archéologique. Elle est ouverte à la visite depuis 1999.

## Situation
La grotte de Néron est située sur la façade Est du serre de Guercy, dans la commune de Soyons, en Ardèche. Le serre de Guercy est une petite éminence de calcaire kimméridgien culminant à 246 mètres d'altitude, située immédiatement sur la rive droite du Rhône. La grotte de Néron domine la vallée du Rhône d'environ 95 m. Elle fait partie des sept cavités à gisement archéologique connues dans le serre de Guercy, avec la grotte des Enfants, la grotte de la Madeleine, le trou du Renard, le trou du Mouton, le trou Roland et la baume Moula-Guercy.

## Historique
La grotte de Néron a été découverte en 1869 par Ludovic-Napoléon Lepic et Jules Sonier de Lubac au cours d'une partie de chasse. Elle doit son nom au chien Néron qui se faufila dans la grotte par une entrée à peine visible. Les découvreurs ont peu après conduit une fouille archéologique du site et en ont publié un bref compte-rendu en 1872, en compagnie des grottes voisines et d'autres grottes préhistoriques de la région.
Plusieurs campagnes de fouilles ont été menées au XXe siècle. Les plus anciennes, de 1915 à 1919 par Jacques Goury, puis dans les années 1930 par Edmond Beaux, ont été peu ou pas publiées. Les premières fouilles scientifiques ont eu lieu en 1950 (publiées en 1951), et les dernières en 1990-1991 (publiées en 1992). Le site a ensuite été aménagé et ouvert au public en 1999.
La grotte a été classée au titre des monuments historiques en 1965.

## Description
La grotte de Néron est constituée d'une salle d'environ 50 m de profondeur sur 9 m de large. Le dépôt sédimentaire mesure 2,30 mètres d'épaisseur à l'entrée de la grotte.

## Occupation
Les fouilles effectuées dans la grotte de Néron et dans le trou du Renard voisin ont permis de montrer une occupation des sites du Paléolithique moyen récent jusqu'à la période gallo-romaine. La séquence archéologique de la grotte de Néron comporte trois phases d'occupation humaine au cours du Paléolithique, dont la plus ancienne est encadrée par deux périodes d'utilisation de la grotte par les grands carnivores : ours, loup, hyène des cavernes et félins.

## Industrie lithique
La baume Néron et la grotte Mandrin, à Malataverne, dans la Drôme, figurent parmi les plus importants sites moustériens du Sud-Est de la France.
La campagne de fouilles de la baume Néron en 1950 a mis en évidence, en allant du bas vers le haut, deux niveaux moustériens (III et II) et un niveau de transition (I), longtemps resté énigmatique. Les niveaux moustériens ont livré une industrie très proche de celle du site de Champ Grand, à Saint-Jean-Saint-Maurice-sur-Loire (Loire), que l'on peut aussi rapprocher du Moustérien de type Quina trouvé notamment dans le Sud-Ouest de la France.
Les éclats moustériens de la baume Néron sont débités selon trois techniques distinctes : technique moustérienne typique, avec plan de frappe lisse ou régularisé ; méthode Levallois, avec plan facetté convexe, face convexe préparée, point de frappe doux et bulbe peu marqué ; méthode Quina, avec éclats courts, plan de frappe large et oblique et conoïde bien marqué.
Le niveau I (le plus récent) montre le développement des productions de pointes et lames, aux dépens des outillages retouchés. Les particularités de cette industrie, qui semble confinée à la vallée du Rhône, ont conduit Ludovic Slimak à lui attribuer en 2004 une nouvelle dénomination : le Néronien.
Le Néronien se caractérise par la production d’outils lithiques élancés et acérés (lames, lamelles et pointes). Lames et pointes sont obtenues à partir d'un même système, au sein duquel deux schémas coexistent : un schéma lame/pointe et un schéma lamelle/micropointe. Ces processus permettent la réalisation de produits laminaires très élancés, préalablement à l'obtention de pointes normées. Ces éléments sont parfois repris par une fine retouche inverse, souvent semi-abrupte, parfois convergente, constituant alors l'outil type du Néronien, la « pointe de Soyons », outil exclusif de cette industrie. Lamelles et micropointes représentent près de la moitié des produits finis et ont une longueur maximale inférieure à 3 cm. 
On note toutefois l'absence de belles lames-grattoirs, outils typiques du Protoaurignacien, et l'aspect archaïque de la retouche des burins, des grattoirs sur éclat allongé, des pièces à coche et de nombre d'outils carénés, ce qui ne permet pas de rattacher cette industrie à l'une des formes de l'Aurignacien.
Comme le Châtelperronien dans l'Ouest et le Sud-Ouest de la France, le Néronien appartient au Paléolithique supérieur initial, ensemble d'industries lithiques intermédiaires entre le Moustérien et l'Aurignacien en Europe et au Proche-Orient. Si le Châtelperronien est généralement attribué à l'Homme de Néandertal, les découvertes faites à la grotte Mandrin (Drôme) tendent à attribuer le Néronien à Homo sapiens.

## Galerie

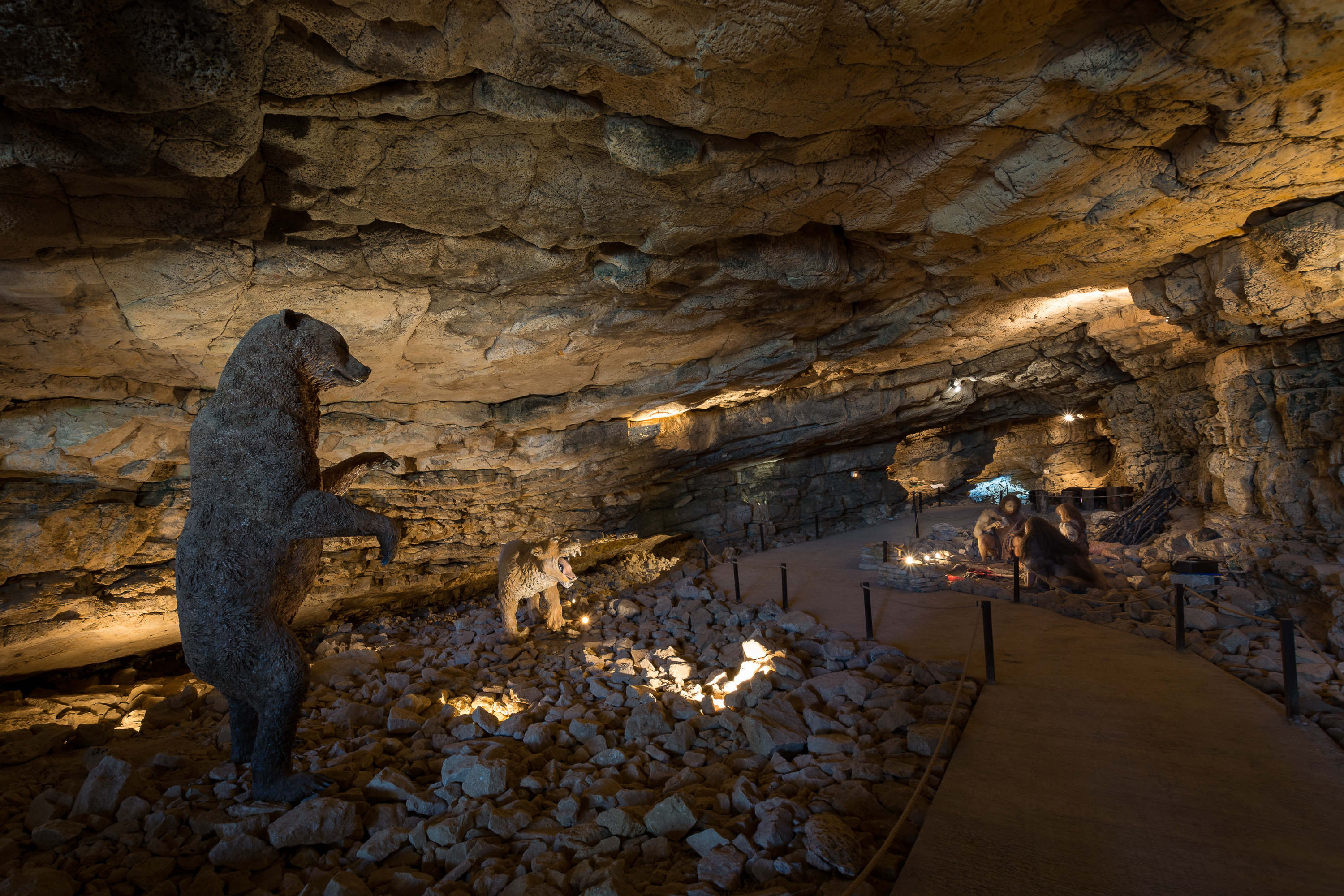
L'intérieur de la grotte de Néron après aménagements. Vue vers le fond.
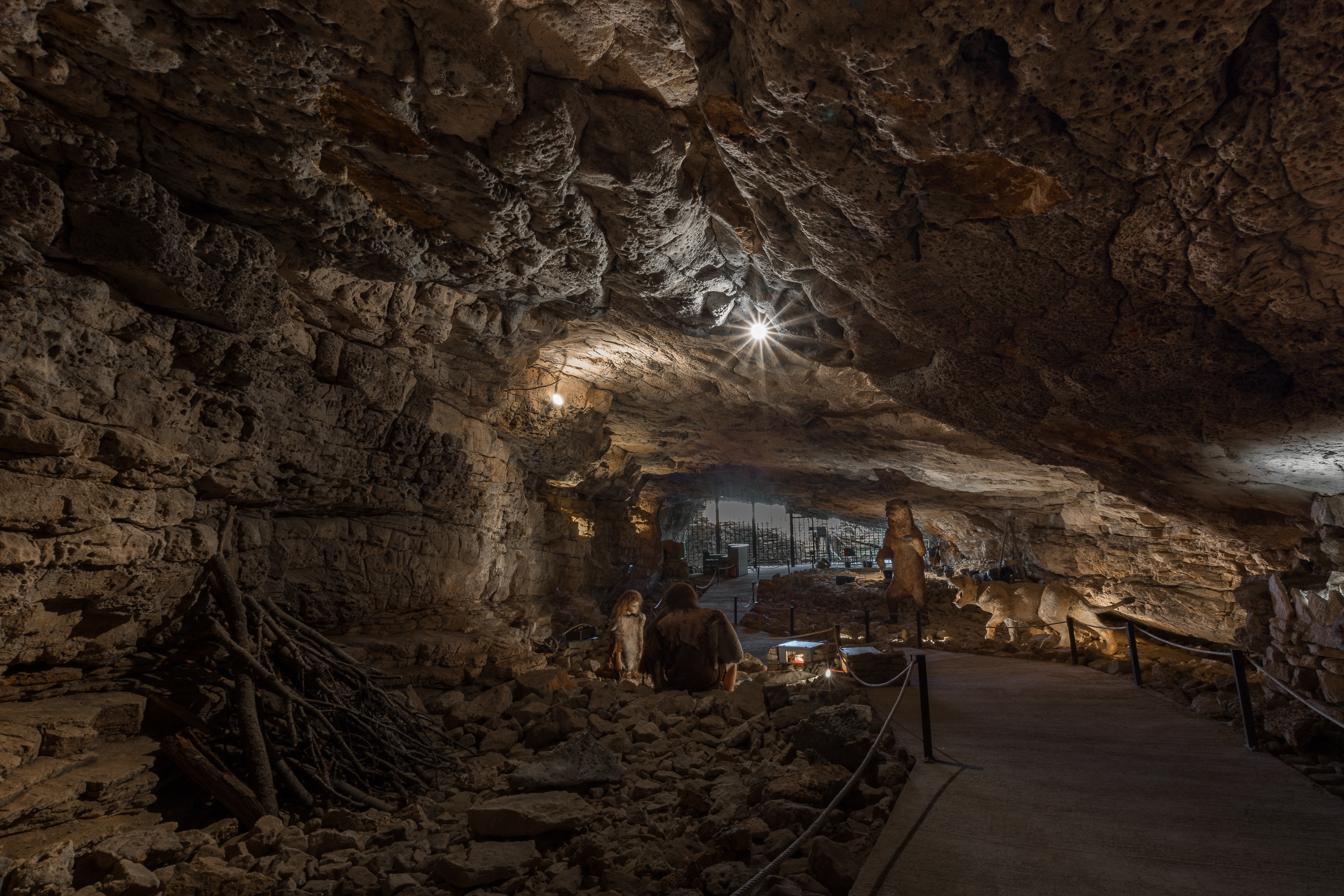
Vue vers l'entrée.

## Fossiles humains
Les fouilles de 1990-1991 ont livré deux dents humaines : une canine de lait d'un enfant de 2 à 3 ans et une molaire supérieure définitive M1. Toutes deux sont issues du niveau moustérien le plus ancien, daté du stade isotopique 4 (premier pléniglaciaire de la glaciation de Würm, 71 000 à 57 000 ans AP). Leur morphologie et leur niveau stratigraphique les attribuent à l'Homme de Néandertal. Ce sont les premiers fossiles néandertaliens trouvés dans la vallée du Rhône. Celle-ci a depuis livré d'autres fossiles néandertaliens, notamment dans la baume Moula-Guercy (en) (à Soyons, Ardèche) et dans la grotte Mandrin (Drôme).

## Visites
La grotte de Néron et le trou du Renard voisin sont ouverts à la visite d'avril à octobre. L’univers préhistorique est illustré dans la grotte de Néron par la reconstitution d'Hommes de Néandertal autour d’un foyer et par celle des prédateurs qui les côtoyaient, tels que l’ours, le lion et la hyène des cavernes.
Également occupé au Paléolithique, le trou du Renard présente par ailleurs un ensemble de concrétions calcaires. L'écoulement de l'eau a sculpté le milieu souterrain, produisant stalagmites, stalactites, draperies, colonnes...